# Leopoldshagen
Leopoldshagen település Németországban, Mecklenburg-Elő-Pomeránia tartományban. Lakosainak száma 607 fő (2023. december 31.).

## Népesség
A település népességének változása:
| Lakosok száma | 658  | 661  | 622  | 618  | 607  |
|               | 2017 | 2019 | 2021 | 2022 | 2023 |